# 天童木工
株式会社天童木工（てんどうもっこう）は、家庭や企業、官公庁向けの高級木製家具を製造、販売するプライウッド（成形合板）を主力とする家具メーカー。
本社は山形県天童市にあり工場とショールームを併設している。ショールームは他に東京（浜松町）と大阪（南堀江）にある。

## 概要
1947年に高周波発振装置を導入し、「成形合板」技術を日本の木製家具メーカーで初めて実用化した。
前川國男や坂倉準三、丹下健三、シャルロット・ペリアンなど、国内外の建築家やデザイナーとの協働を早くから進め、中には半世紀以上販売を継続している製品もある。柳宗理のバタフライスツールは代表作のひとつで、ニューヨーク近代美術館やルーブル美術館、ヴィクトリア&アルバート博物館など世界各地のミュージアムにコレクションされている。
1961年には民間初となるデザインコンクールを開催。ムライスツール(田辺麗子)やマッシュルームスツール(ヤマナカグループ)はこの時の応募作品。
政府機関や公共施設など特注家具(コントラクト家具)の納入実績も多く、建築家や設計事務所からの支持も厚い。
また、家具製作で培った技術を応用し、天然木を使用した内装パネルやウッドステアリングなどの自動車内装部品事業も展開。トヨタ、ホンダ、日産などの自動車メーカーに採用されている。
2014年に独自に開発したRoll Press Wood（軟質針葉樹圧密化・成形技術）を発表。これまで家具の材料には不向きとされてきた、スギやヒノキなどの軟質針葉樹の成形合板家具への応用を実現。2015年の「第6回 ものづくり日本大賞（製品・技術開発部門」で内閣総理大臣賞を受賞した。

## 主な商品
- バタフライスツール（柳宗理）
- ムライスツール（田辺麗子)
- マッシュルームスツール（ヤマナカグループ)
- リングスツール（天童木工 /加藤徳吉）
- 低座イス（坂倉準三建築研究所、担当長大作）
- 中座イス（坂倉準三建築研究所、担当長大作）
- 柏戸イス（剣持勇）
- 座イス（藤森健次）
- 図書館イス（水之江忠臣）
- 安楽椅子（松村勝男）
- スポークチェア（豊口克平）
- ローコストチェア（松村勝男）
- プライチェア（天童木工 /乾三郎）
- 座卓（天童木工 /乾三郎）
- ロッキングチェア（天童木工 /菅澤光政)
- モンローチェア（磯崎新）
- マルガリータイージーチェア（Bruno Mathsson/ブルーノ・マットソン）
- オリヅル（奥山清行)
- アルベロ（奥山清行)
- リオ五輪公式卓球台「Infinity」（三英と共同開発）

## テレビ番組
- 日経スペシャル カンブリア宮殿 一流デザイナーが絶賛する技術力！ ファンが熱狂する家具メーカーの秘密（2019年10月31日、テレビ東京）[2]

## 関連書籍
- 『天童木工 (家具の教科書シリーズ)』（著者:菅澤光政）（2008年4月10日、美術出版社）ISBN 4568503450
- 『天童木工とジャパニーズモダン』（著者:天童木工）（2021年8月27日、青幻舎）ISBN 4861528542

## その他
- ISO 9001認証取得。